# مدرسة الاتحاد العليا
مدرسة الاتحاد العليا تأسست في عام 1902، فالمبنى يحكي العراقة التي أنشئت بها المدرسة وموقعها الذي يتوسط قلب الخرطوم يوضح مكانتها، إلى جانب الفكرة الأساسية التي أقيمت من لها، وهي الديمومة، فالصلابة التي تقف عليها الجدران خير دليل وبرهان، تتسع لـ 750 طالب، قامت بتأسيسها ليو لين غوين، ورغم التاريخ الباذخ إلا أن بعضاً من أحداث الحاضر التي تتعلق بالمدرسة الرائدة تشي بأن ثمة بقع سوداء قد التصقت بثوبها.
ففي 2011 ذهبت المديرة السابقة (بريطانية الأصل) وفي معيتها 90% من أساتذة المدرسة وتقديمها لوثائق تطعن في ملكية المدرسة، وكان رد مدير المدرسة باتهام المديرة السابقة بسرقة مستندات سرية تخص المدرسة وتسريبها إلى جهات، لكن القانونيين لم يقتنعوا بها، وعلق بأن المستندات ليست مزورة، وعلق كذلك بانتهاء عقد المديرة وأن الاساتذة لايرغبون بالبقاء بسبب ارتفاع الحرارة. قامت عدد من الاسر القبطيه بمخاطبة المبشر الإنجليكاني لولين جوين (أصبح فيما بعض اسقف الخرطوم) قامت بطلب الدعم منه وبذلك تم تاسيس مدرسة البنات القبطية في عام 1902 الا انه تم تغيير اسمها في عام 1903.
اغلقت المدرسة في عام 1928 وعادت الأرض الي الاسقف جوين والذي بدوره ودعم من اربعه مجتمعات مسيحية وعدد من التجار المسيحيين قام بافتتاح مدرسة الاتحاد العيا للبنات.أصبحت مدرسة الاتحاد العليا مدرسة مختلطه في عام 1985.

## تيدي بير حالة اهانه للاديان
في عام 2007 وضعت المدرسة تحت الانظار العالمي في سياق القبض والتحفظ علي احدي المعلمات من قبل السلطات السودانية بتهمة اهانة الإسلام بسماحها للاطفال ضمن فصلها بمشاهدة الفلم الذي يصف النبي محمد بصفات لاتليق به. في نفس الوقت تم اغلاق المدرسة في قضية اهانه الاديان حتي ياناير 2008 للحفاظ علي سلامة التلاميذ والموظفين العاملين خوفا من أي هجمات انتقامية.

## ابرز الطلاب السابقين
خرجت مدرسة الاتحاد العيا في عام 1946 انجلينا اسحاق وخالدة زاهر والتي لاحقا كانت أول فتاة تلتحق بالجامعة (جامعه الخرطوم) في عام 1947 وتخرجت كاول سيدة سودانيه طبيبة في عام  1952.
نالت فاطمة طالب لقب أول فتاة سودانيه تخرجت من جامعه لندن والتي كانت من النساء الرائدات في الحركة النسوية السودانيه.
خريجات اخريات من مدرسة الاتحاد العليا هي تكوي سركستان أول صحفية سودانية تصدر مجله شهرية عن النساء تحت اسم بنت الوادي.
مينا الكساندر تخرج من مدرسة الاتحاد العيا عام 1964وهو باحث وشاعر مشهور عالميا.

## روابط خارجية
- الموقع الرسمي